# Piotr Parfeniuk
Piotr Parfeniuk, także Petro ukr. Петро Парфенюк (ur. 6 stycznia 1904, zm. 26 października 1993) – ukraiński rolnik, zaangażowany w pomoc Polakom podczas rzezi wołyńskiej.  

Przed wojną poznał Polkę, Stanisławę z Czerwinków, z którą później się ożenił. 
W niedzielę 11 lipca 1943 roku banderowcy, uprzednio otoczywszy miejscowy kościół, zaczęli mordować wychodzących z niego Polaków. Łącznie zginęło wówczas około 90 Polaków. Część wiernych zdołała uciec na piętro plebanii, gdzie bronili się przez 11 godzin do momentu odejścia Ukraińców. Spośród broniących się zginęły cztery osoby, a sześć zostało rannych. Piotr Parfeniuk uratował przed rozstrzelaniem młodą Polkę, kłamiąc, że to Ukrainka. 
Jako Ukrainiec był świadkiem masakry dokonanej przez OUN-UPA we wsi Makowicze. Chcąc chronić polskich sąsiadów, następnie chodził na spotkania OUN-UPA, aby informować ich o planowanych akcjach. Stąd jeszcze przed mszą ostrzegał polskich sąsiadów o grożącym im niebezpieczeństwie. Po dokonaniu zbrodni jako jeden z pierwszych dotarł na teren kościoła. Pomógł przenieść znanego mu osobiście Włodzimierza Dębskiego (późniejszego kompozytora), którego odłamek granatu trafił w nogę, do domu stryjostwa: Antona i Lubowi Parfeniuków. Piotr Parfeniuk wyprowadził nadto z Kisielina rodzinę swojej żony oraz Piotra Sławińskiego. Z relacji Teresy Siedlickiej z okolicznej Zapuście wynika, że najprawdopodobniej to Piotr Parfeniuk był osobą, która we wrześniu 1943 roku ostrzegła ją przed atakiem OUN-UPA. Łączną liczbę uratowanych przez Parfeniuka Polaków szacuje się na kilkadziesiąt osób. 
Za udzielanie pomocy Polakom UPA zamordowało rodziców Piotra Parfeniuka oraz jego brata Pawła (także zaangażowanego w pomoc Polakom). Wielokrotnie zastraszane było także stryjostwo Parfeniuka. W takiej sytuacji Parfeniuk zdecydował się uciec z Kisielina. Osiadł ze Stanisławą we wsi Miączyn na Zamojszczyźnie, gdzie mieszkał do końca życia. Po II wojnie światowej przez moment był wójtem Miączyna. Podczas akcji „Wisła” polscy mieszkańcy wsi nie pozwolili wywieźć Parfeniuka. 
Został pochowany na Cmentarzu Komunalnym w Zamościu. 
Za swoją postawę w 2023 podczas uroczystości w Belwederze w Warszawie Piotr Parfeniuk (a także Anton i Lubow Parfeniukowie) został pośmiertnie wyróżnieni Medalem Virtus et Fraternitas.